# Anomia (zoologia)
Anomia Linnaeus, 1758 è un genere di molluschi bivalvi appartenente alla famiglia Anomiidae.

## Tassonomia

### Specie
- Anomia chinensis Philippi, 1849
- Anomia ephippium Linnaeus, 1758
- Anomia peruviana D'Orbigny, 1846
- Anomia simplex D'Orbigny, 1842
- Anomia squamula Linnaeus, 1758